# Religión liberal
El liberalismo religioso es una concepción de la religión (o de una religión en particular) que hace hincapié en la libertad personal y de grupo, y en la racionalidad. Es una actitud hacia la religión propia (en oposición a la crítica de la religión desde una posición secular, y en oposición a la crítica de una religión que no es la propia) que contrasta con un enfoque tradicionalista u ortodoxo, y se opone directamente a las tendencias del fundamentalismo religioso. Está relacionado con la libertad religiosa, que es la tolerancia de diferentes creencias y prácticas religiosas, pero no todos los promotores de la libertad religiosa están a favor del liberalismo religioso, y viceversa.

## Los cinco cantos rodados de la religión liberal
El teólogo unitario James Luther Adams definió los "cinco cantos rodados del liberalismo religioso":
1. La revelación y la verdad no están cerradas, sino que se revelan continuamente.
2. Todas las relaciones entre las personas idealmente deben basarse en el libre asentimiento y no en la coerción.
3. La afirmación de la obligación moral de dirigir los esfuerzos propios hacia el establecimiento de una comunidad justa y amorosa.
4. La negación de la inmaculada concepción de la virtud y la afirmación de la necesidad de la encarnación social. Al bien debe dársele conscientemente una forma concreta y un poder dentro de la historia.
5. Los recursos (divinos y humanos) disponibles para lograr el cambio significativo justifican una actitud de optimismo último, si bien no necesariamente inmediato. Hay esperanza en la abundancia última del universo.[4]

Una persona religiosa liberal se define de la siguiente manera: 

Ser liberal, de acuerdo a mi escritura favorita, el diccionario Merriam-Webster, es ser de mente abierta, es estar libre de las restricciones del dogmatismo y la autoridad, es ser generosos y creer en la bondad básica de la humanidad. La religión suele definirse como aquello que nos vincula fuertemente a aquello de importancia última. Por lo tanto, los liberales religiosos son quienes están vinculados, a través de la generosidad y la apertura, a los aspectos más importantes de la vida. Y en ello yace el desafío. Si somos de mente abierta y no atados a la autoridad, ¿quién o qué decide aquellas cuestiones de importancia última?
Ministra  unitaria universalista Kimi Riegel What is Liberal Religion?